# 埃尔斯特河畔贝尔加
埃尔斯特河畔贝尔加（德語：Berga/Elster），简称贝尔加（德語：Berga，發音：[ˈbɛʁɡa]），是德国图林根州格赖茨县曾经的一个市镇，面积43.52平方千米，2023年12月31日人口为3,193人。2024年1月1日，埃尔斯特河畔贝尔加与市镇埃尔斯特河畔温申多夫合并为新市镇贝尔加-温申多夫。